# Токбаева, Айнаш Абдымановна
Токбаева Айнаш Абдымановна — председатель Верховного суда Кыргызской Республики с 23.09.2015 по 22.09.2018.

## Биография
(Родилась 21 декабря 1960, [[Токтогул|Место рождения село Токтогул, Токтогульский район, Жалал-Абадская область]]) Является заместителем Председателя Верховного суда Кыргызской Республики по административным делам.
По национальности Токбаева Айнаш киргизка.
Токбаева Айнаш имеет высшее юридическое образование. В 1990 году окончила Киргизский Государственный университет по специальности «правоведение».
Свободно владеет кыргызским и русским языками
 Токбаева Айнаш Абдымановна окончила Ташкентский юридический техникум , училась с 1983 по 1985г.
А в 1985-1990г, Получала высшее юридическое образование, в городе Бишкек, в Кыргызско Государственном Университете.

## Трудовая деятельность
Свою трудовую деятельность Токбаева Айнаш начала в 1990г в Ошском городском суде, занимала должность помощника председателя, проработала до 1996 г.
С 1996—1998 г работала адвокатом, (юридическая консультация).
С 1998г занимала должность судьи, в Арбитражном суде Ошской области, по 2003 г.
В 2003г, заняла должность судьи в Межрайнном суде по экономическим делам, Ошской области.
Проработала 10лет, до 2013 г.
17.01.2013г, по 23.09.2015г назначение на должность судьи, в Верховном суде Кыргызской Республики .
Айнаш Токбаева 23.09.2015г была избрана Председателем Верховного суда Кыргызской Республики , 22.09.2018г официально покинула должность.
С 22.09.2018 по н/вр занимает должность заместителя Председателя Верховного суда Кыргызской Республики по административным делам.
Примечания:
http://sot.kg/structure/tokbaeva-ainash-abdymanovna
http://sot.kg/post/ajnash-tokbaeva-predsedatel-verhovnogo-suda-kyrgyzskoj-respubliki-vazhno-dobrosovestno-obraztsovo-nesti-sluzhbu-pered-gosudarstvom-i-narodom-i-stoyat-na-strazhe-zakonnosti
https://who.ca-news.org/people:11501
https://ru.sputnik.kg/20150923/tokbaeva-ajnash-abdymanovna-biografiya-1018601624.html
https://www.politmer.kg/human/293
https://24.kg/vlast/224542_delo_ofinansovoy_piramide_aynash_tokbaeva_nesobiraetsya_uhodit_votstavku/amp/
https://kloop.kg/blog/tag/ajnash-tokbaeva/amp/
https://stanradar.com/bio/full/372-tokbaeva-ajnash-abdymanovna.html
https://centrasia.org/person2.php?st=1443070619